# Džódži Kató
Džódži Kató (japonsky 加藤条治, Kató Džódži; * 6. února 1985 Jamagata) je japonský rychlobruslař.
Ve Světovém poháru startuje od podzimu 2002, tutéž sezónu získal bronz na trati 500 m na Asijských zimních hrách, na Mistrovství světa na jednotlivých tratích byl na pětistovce dvanáctý. V roce 2005 debutoval na Mistrovství světa ve sprintu (9. místo), ze světového šampionátu na jednotlivých tratích si z distance 500 m přivezl zlatou medaili. Startoval na Zimních olympijských hrách 2006, kde na téže trati skončil na šesté příčce. Další cenné kovy ze závodů na 500 m přivezl z mistrovství světa v letech 2008 (bronz), 2011 (stříbro) a 2013 (stříbro), ze zimní olympiády 2010 (bronz) a z Asijských zimních her 2011 (zlato). Ve Světovém poháru na trati 500 m se pravidelně umisťoval na předních příčkách, v celkovém pořadí byl dvakrát druhý a dvakrát třetí. Zúčastnil se Zimních olympijských her 2014, kde se v závodě na 500 m umístil na 5. místě. Startoval také na ZOH 2018 (500 m – 6. místo).